# Liste der Biografien/Pall
Liste der Biografien |
Portal Biografien |
Personensuche
# |
A |
B |
C |
D |
E |
F |
G |
H |
I |
J |
K |
L |
M |
N |
O |
P |
Q |
R |
S |
T |
U |
V |
W |
X |
Y |
Z |
?
 
Pa |
Pc |
Pe |
Pf |
Ph |
Pi |
Pj |
Pk |
Pl |
Pm |
Pn |
Po |
Pr |
Ps |
Pt |
Pu |
Pv |
Pw |
Py
 
Paa |
Pab |
Pac |
Pad |
Pae |
Paf |
Pag |
Pah |
Pai |
Paj |
Pak |
Pal |
Pam |
Pan |
Pao |
Pap |
Paq |
Par |
Pas |
Pat |
Pau |
Pav |
Paw |
Pax |
Pay |
Paz
 
Pala |
Palb |
Palc |
Pald |
Pale |
Palf |
Palg |
Palh |
Pali |
Palj |
Palk |
Pall |
Palm |
Paln |
Palo |
Palp |
Pals |
Palt |
Palu |
Palv |
Paly |
Palz
Die Liste der Biografien führt alle Personen auf, die in der deutschsprachigen Wikipedia einen Artikel haben. Dieses ist eine Teilliste mit 211 Einträgen von Personen, deren Namen mit den Buchstaben „Pall“ beginnt.

## Pall
- Páll Guðlaugsson (* 1958), isländischer Fußballspieler und -trainer
- Páll Guðmundsson (* 1959), isländischer Bildhauer
- Páll Hreinsson (* 1963), isländischer Jurist, Hochschullehrer und EFTA-Richter
- Páll Ísólfsson (1893–1974), isländischer Komponist, Organist, Lehrer und Dirigent
- Páll Jóhann Pálsson (* 1957), isländischer Politiker (Fortschrittspartei)
- Páll Jónsson (1155–1211), isländischer Geistlicher, Bischof von Skálholt
- Páll Magnússon (* 1954), isländischer Politiker (Unabhängigkeitspartei) und Journalist
- Páll Ólafsson (* 1960), isländischer Handballspieler und -trainer sowie Fußballspieler
- Páll Óskar Hjálmtýsson (* 1970), isländischer Popsänger
- Páll Ragnar Pálsson (* 1977), isländischer Rockgitarrist und Komponist
- Páll Valur Björnsson (* 1962), isländischer Politiker (Björt framtíð)
- Pall von Pallhausen, Vincenz (1759–1817), bayerischer Beamter, Archivar und Historiker
- Pall, Adalbert (* 1918), rumänischer Fußballspieler
- Pall, Alex (* 1985), US-amerikanischer DJ
- Päll, Eduard (1903–1989), estnischer Literaturwissenschaftler, Sprachwissenschaftler, Schriftsteller und Parteifunktionär
- Pall, Elisabeth (* 1951), österreichische Skirennläuferin
- Pall, Gerti (1932–2025), österreichische Schauspielerin
- Páll, Levente (* 1985), ungarischer Opernsänger mit deutscher und rumänischer Staatsbürgerschaft
- Pall, Martin, US-amerikanischer Biochemiker
- Pall, Olga (* 1947), österreichische Skirennläuferin
- Páll, Sándor (1954–2010), serbischer Literaturwissenschaftler und Politiker

### Palla
- Palla, Edmund (1885–1967), österreichischer Sozialpolitiker
- Palla, Eduard (1864–1922), österreichischer Botaniker
- Palla, Evelyn (* 1973), ManagerinEvelyn Palla (* 1973)

Evelyn Palla (* 1973)

- Palla, Francesco (1954–2016), italienischer Astronom
- Palla, Marian (* 1953), tschechischer Schriftsteller, bildender Künstler und Publizist
- Palla, Rudi (* 1941), österreichischer Filmemacher und Schriftsteller
- Palla, Stephan (* 1989), philippinischer Fußballspieler
- Palla, Ursula (* 1961), Schweizer Künstlerin
- Palla, Victoria (* 2001), britische Skirennläuferin
- Pallache, Samuel († 1616), jüdisch-marokkanischer Kaufmann, Diplomat sowie Pirat
- Palladas, griechischer Dichter
- Palladin, Alexander Wladimirowitsch (1885–1972), sowjetischer Biochemiker
- Palladin, Wladimir Iwanowitsch (1859–1922), russischer Botaniker und Biochemiker
- Palladino, Aleksa (* 1980), US-amerikanische Schauspielerin
- Palladino, Erik (* 1968), US-amerikanischer Schauspieler
- Palladino, Pino (* 1957), britischer Bassist
- Palladino, Raffaele (* 1984), italienischer Fußballspieler
- Palladio, Andrea (1508–1580), italienischer Architekt und ArchitekturtheoretikerAndrea Palladio (1508–1580)

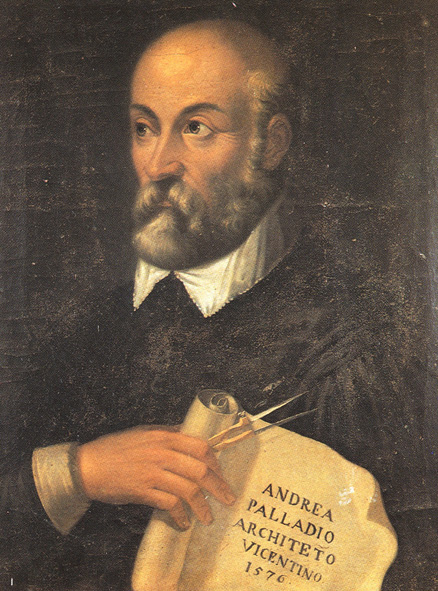
Andrea Palladio (1508–1580)

- Palladio, Sam (* 1986), britischer Schauspieler und Musiker
- Palladios, christlicher Schriftsteller, Bischof
- Palladius, römischer Schriftsteller
- Palladius († 455), Sohn des römischen Kaisers Petronius Maximus
- Palladius, Missionar und Bischof
- Palladius von Saintes, Bischof der südwestfranzösischen Stadt Saintes
- Palladius, Niels (1510–1560), dänischer lutherischer Theologe
- Palladius, Peder (1503–1560), evangelischer Theologe und Reformator Dänemarks
- Pallady, Theodor (1871–1956), rumänischer Maler
- Pallaes, Maria van (1587–1664), niederländische Stifterin
- Pallag, Ágnes (* 1993), ungarische Volleyballspielerin
- Pallag, Péter (* 1990), ungarischer Handballspieler
- Pallage, Stéphane, Rektor an der Universität Luxemburg
- Pallagi, Ferenc (* 1936), ungarischer Generalmajor, stellvertretender Innenminister
- Pallagst, Karina (* 1969), deutsche Raumplanerin und Hochschullehrerin
- Pallaks, Uwe (* 1952), deutscher Fußballspieler
- Pallana, Kumar (1918–2013), US-amerikanisch-indischer Schauspieler und VarietédarstellerKumar Pallana (1918–2013)

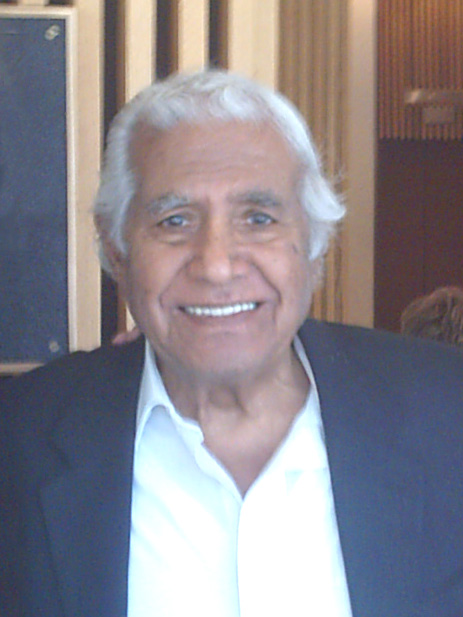
Kumar Pallana (1918–2013)

- Pallandt, Charlotte van (1898–1997), niederländische Bildhauerin
- Pallandt, Friedrich von (1789–1859), preußischer Generalmajor
- Pallandt, Nina van (* 1932), dänische Filmschauspielerin und Sängerin
- Pallant-Browne, Emma (* 1989), englische Triathletin
- Pallante, Pablo (* 1979), uruguayischer Fußballspieler
- Pallaoro, Andrea (* 1982), italienischer Filmemacher
- Pallardó, Miguel (* 1986), spanischer Fußballspieler
- Pallardy, Jean-Marie (1940–2024), französischer Regisseur und Schauspieler
- Pallarès i Grau, Manuel (1876–1974), spanischer Maler akademischen und unabhängigen Stils
- Pallares, José A., uruguayischer Politiker
- Pallares, Pedro, uruguayischer Politiker
- Pallares, Santiago (* 1994), uruguayischer Fußballspieler
- Pallas, Albrecht (* 1980), deutscher Politiker (SPD), Abgeordneter im Sächsischen LandtagAlbrecht Pallas (* 1980)

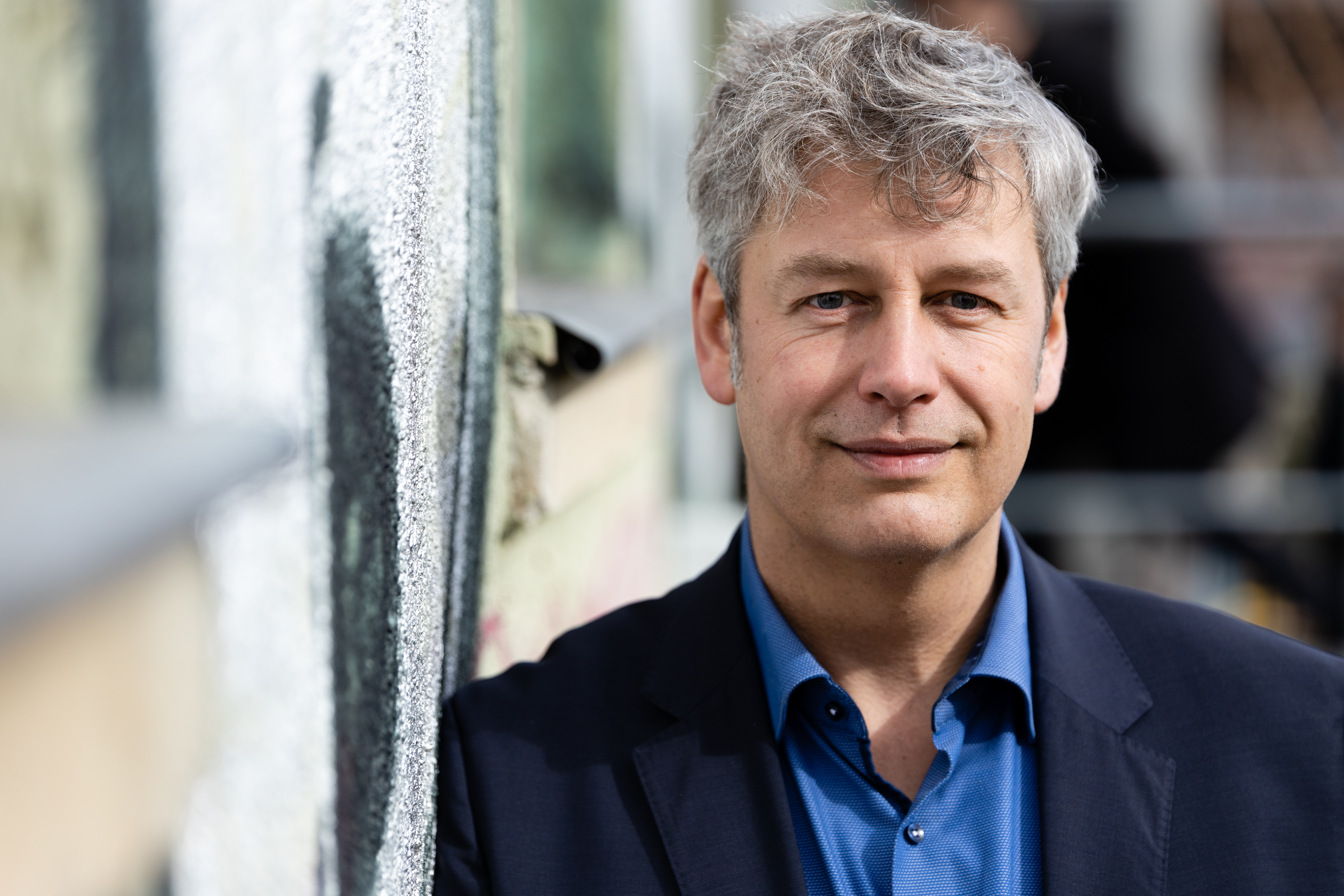
Albrecht Pallas (* 1980)

- Pallas, August Friedrich (1731–1812), deutscher Chirurg und Hochschullehrer
- Pallas, Betty (1910–1988), deutsche Politikerin (KPD), MdL NRW
- Pallas, David (* 1980), Schweizer Fußballspieler
- Pallas, Ignacio (* 1983), uruguayischer Fußballspieler
- Pallas, Karl (1860–1933), deutscher evangelischer Pfarrer und Heimatforscher
- Pallas, Maksi (* 2003), kanadische Handballspielerin
- Pallas, Marcus Antonius († 62), römischer Freigelassener, Berater des Kaisers Claudius
- Pallas, Nadine (* 1975), deutsche Rechtsanwältin und Verfassungsrichterin
- Pallas, Noah (* 2001), finnischer Fußballspieler
- Pallas, Peter Simon (1741–1811), Naturforscher und Geograph
- Pallas, Simon (1694–1770), deutscher Chirurg und Hochschullehrer
- Pallaschke, Diethard (1940–2020), deutscher Mathematiker und Ingenieurwissenschaftler
- Pallaska, Gazmend (* 1955), jugoslawischer Schlagersänger und kosovarischer Rechtsanwalt
- Pallaske, Georg (1898–1970), deutscher Veterinär und Hochschullehrer an der Universität Leipzig und Universität Gießen
- Pallaske, Jana (* 1979), deutsche Schauspielerin und SängerinJana Pallaske (* 1979)

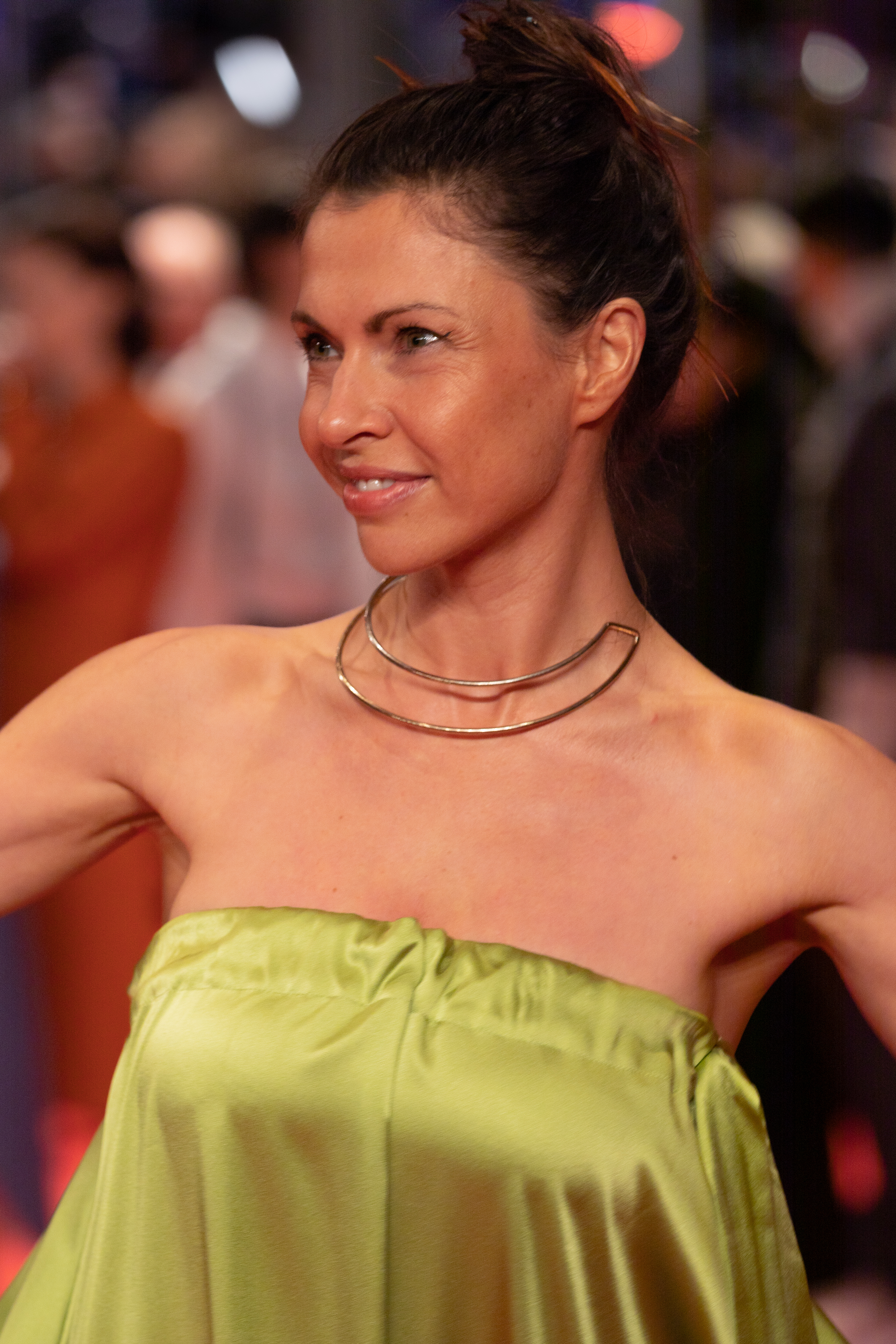
Jana Pallaske (* 1979)

- Pallasmaa, Juhani (* 1936), finnischer Architekt und Hochschullehrer
- Pallast, Gregor (* 1978), deutscher Kabarettist
- Pallat, Ludwig (1867–1946), deutscher Archäologe, Pädagoge und Ministerialbeamter
- Pallat, Peter (1901–1992), deutscher Spieleautor
- Pallath, Paul (* 1959), indischer Priester, römisch-katholischer Theologe und Kurienbeamter
- Pallatina, Rob, britischer Filmeditor, Filmproduzent und Filmregisseur
- Pallauf, Brigitta (* 1960), österreichische Politikerin (ÖVP), Landesrätin in Salzburg
- Pallauf, Franz (1886–1931), tschechoslowakischer Politiker
- Pallauf, Ignaz (* 1766), deutscher Bierbrauer und Abgeordneter
- Pallauf, Josef (* 1939), deutscher Agrarwissenschaftler, Tierernährer
- Pallaver, Günther (* 1955), italienischer Politikwissenschaftler und Historiker (Südtirol)
- Pallavicini, Agostino (1577–1649), 103. Doge der Republik Genua
- Pallavicini, Alerame Maria (1803–1867), Weihbischof in Genua
- Pallavicini, Alfred von (1848–1886), österreichischer Offizier und BergsteigerAlfred von Pallavicini (1848–1886)

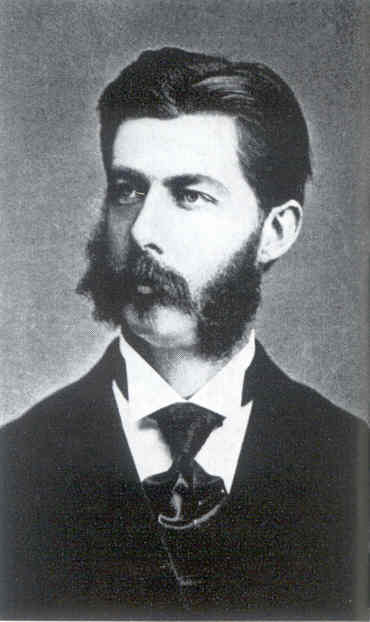
Alfred von Pallavicini (1848–1886)

- Pallavicini, Angelo (* 1948), Schweizer Autorennfahrer
- Pallavicini, Anton (1922–1957), ungarischer Markgraf und Militär
- Pallavicini, Fabio (1795–1872), sardinisch-italienischer Diplomat und Politiker, Gesandter in Bayern, beim Deutsche Bund und Sachen sowie Senator
- Pallavicini, Gerolamo († 1503), italienischer Geistlicher, Bischof von Novara
- Pallavicini, György (1881–1946), ungarischer Großgrundbesitzer, Politiker und Parlamentsabgeordneter
- Pallavicini, János von (1848–1941), österreichisch-ungarischer Diplomat
- Pallavicini, Karl von (1756–1789), k. k. Generalmajor und Ritter des Maria Theresien-Ordens
- Pallavicini, Lazzaro Opizio (1719–1785), italienischer Kardinal und Kardinalstaatssekretär
- Pallavicini, Opizio (1632–1700), italienischer Geistlicher, Bischof, päpstlicher Diplomat und Kardinal der Römischen Kirche
- Pallavicini, Stefano (1672–1742), italienischer Hofdichter, Dramaturg und Regisseur
- Pallavicini, Vito (1924–2007), italienischer Liedtexter
- Pallavicini, Yahya Sergio Yahe (* 1965), Vizepräsident der Islamischen Glaubensgemeinschaft in Italien
- Pallavicini-Centurioni, Johann Lucas von (1697–1773), k.k. Staatsmann, Feldmarschall und Ritter des goldenen Vließes
- Pallavicino Trivulzio, Giorgio (1796–1878), italienischer Politiker und Freiheitskämpfer während des Risorgimento
- Pallavicino, Benedetto (1551–1601), italienischer Komponist der späten Renaissance
- Pallavicino, Carlo († 1688), italienischer Komponist
- Pallavicino, Francesco Maria Sforza (1607–1667), italienischer Theologe und Kardinal
- Pallavicino, Giovanni Battista (1480–1524), italienischer Kardinal
- Pallavicino, Lazzaro (1684–1744), italienischer römisch-katholischer Geistlicher, Titularerzbischof und päpstlicher Diplomat
- Pallavicino, Oberto (1197–1269), italienischer Adeliger, Condottiere und Herr von Cremona
- Pallavicino, Rannuzio (1632–1712), Kardinal der Römischen Kirche

### Palle
- Pallees, Janique (* 1994), surinamischer Kugelstoßer
- Pallegoix, Jean-Baptiste (1805–1862), französischer Apostolischer Vikar
- Palleiro, Julio María (1926–2020), uruguayischer Fußballspieler
- Pallejá, Juan (1889–1971), spanischer Filmregisseur und Filmeditor
- Pallem, Fred (* 1973), französischer Jazzmusiker (Kontrabass, Komposition, Arrangements)
- Pallemaerts, Dré (* 1964), belgischer Jazz-Schlagzeuger
- Pallemaerts, Edmundo (1867–1945), belgisch-argentinischer Komponist und Musikpädagoge
- Pallenberg, Anita (1942–2017), deutsche Schauspielerin, Model und Modedesignerin
- Pallenberg, Jakob (1831–1900), deutscher Kunstschreiner und Mäzen
- Pallenberg, Johann Heinrich (1802–1884), deutscher Kunstschreiner und Mäzen
- Pallenberg, Josef (1882–1946), deutscher Tierbildhauer und Tierplastiker
- Pallenberg, Max (1877–1934), österreichischer Sänger (Bariton), Schauspieler und Komiker
- Pallenberg, Sascha (* 1971), deutscher BloggerSascha Pallenberg (* 1971)

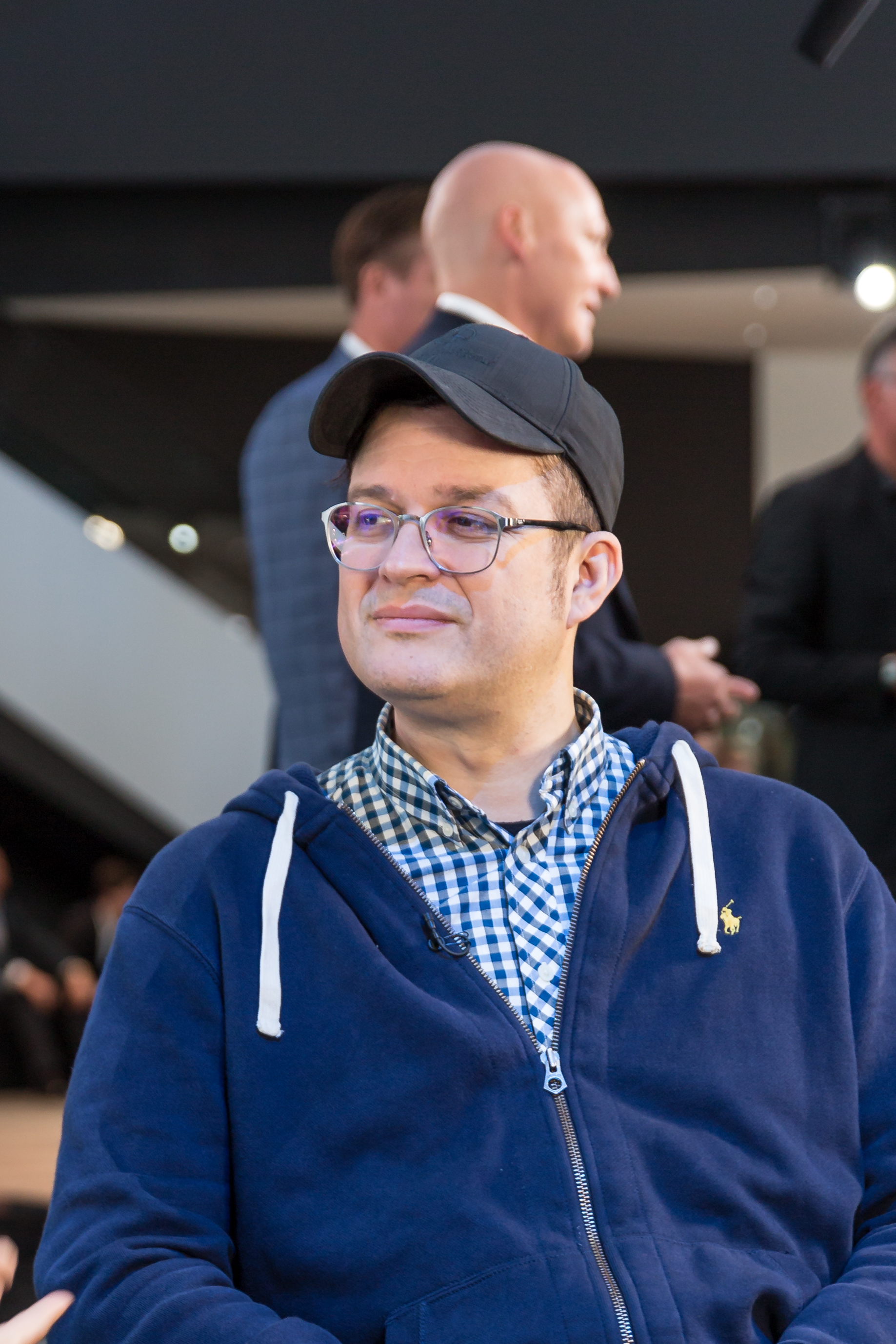
Sascha Pallenberg (* 1971)

- Paller, Tatjana (* 1995), deutsche Radrennfahrerin
- Pallerini, Antonia (1790–1870), italienische Tänzerin, Ballerina
- Pallesen, Paul (* 1956), niederländischer Jazzgitarrist und Banjospieler
- Pallesen, Per (* 1942), dänischer Schauspieler, Regisseur und Drehbuchautor
- Pallesen, Sofie (* 1971), dänische Schauspielerin
- Pallesen, Trine (* 1969), dänische Schauspielerin
- Palleske, Emil (1823–1880), deutscher Schauspieler und Schriftsteller
- Pallestrang, Alexander (* 1990), österreichischer Eishockeyspieler
- Pallett, Alyssa Nicole (* 1985), kanadische Schauspielerin und ein Glamour-Model
- Pallett, Jean (* 1970), deutscher PornodarstellerJean Pallett (* 1970)

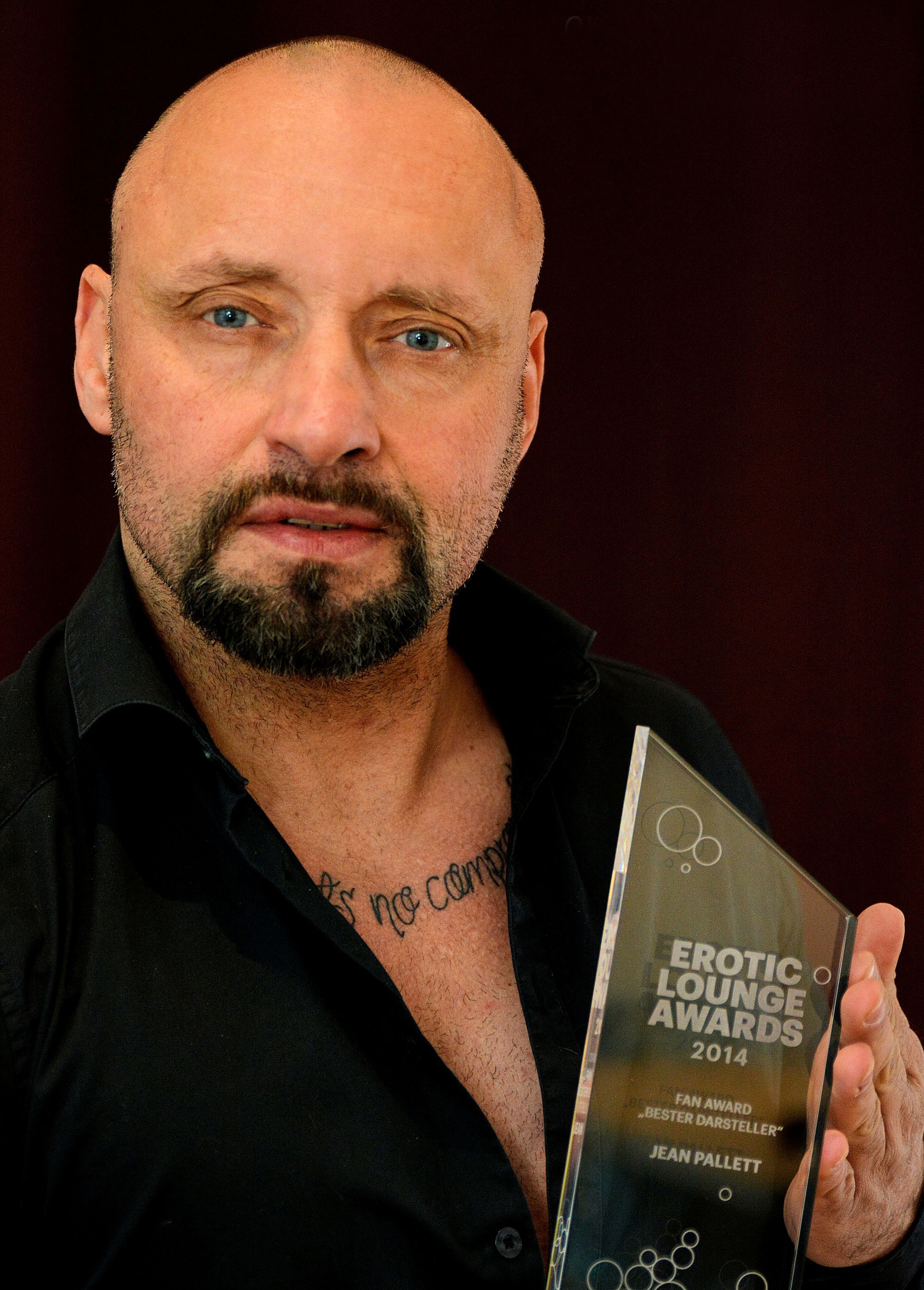
Jean Pallett (* 1970)

- Pallett, Owen (* 1979), kanadischer Violinist und Sänger
- Pallett, Roxanne (* 1982), britische Filmschauspielerin
- Palletta, Giovanni Battista (1748–1832), italienischer Mediziner
- Pallette, Eugene (1889–1954), US-amerikanischer Filmschauspieler
- Palletti, Luigi Ernesto (* 1956), italienischer Geistlicher, Bischof von La Spezia-Sarzana-Brugnato

### Pallg
- Pallgen, Frank (* 1962), deutscher Fußballspieler

### Pallh
- Pallhuber, Hubert (* 1965), italienischer Radrennfahrer
- Pallhuber, Siegrid (* 1970), italienische Biathletin
- Pallhuber, Wilfried (* 1967), italienischer Biathlet (Südtirol)

### Palli
- Palli, Angelica (1798–1875), italienische Schriftstellerin und Journalistin
- Palli, Bruno (* 1991), venezolanischer Automobilrennfahrer
- Palli, Natale (1895–1919), italienischer Flieger im Ersten Weltkrieg
- Pälli, Sauli (1912–1960), finnischer Skisportler
- Palliardi, Jaroslav (1861–1922), tschechischer Archäologe
- Palliardi, Johann Ignaz (1737–1824), böhmischer Baumeister des Barock
- Pallières, Arnaud des (* 1961), französischer Filmregisseur und Drehbuchautor
- Pállik, Béla (1845–1908), ungarischer Tier- und Porträtmaler sowie Opernsänger
- Pallikal, Dipika (* 1991), indische Squashspielerin
- Pallikaparampil, Joseph (* 1927), indischer Geistlicher, Altbischof von Palai
- Pallikaridis, Evagoras (1938–1957), zyprischer Dichter und Widerstandskämpfer
- Pallin, Rob (* 1966), US-amerikanischer Eishockeyspieler und -trainer
- Pállinger, Zoltán Tibor (* 1967), ungarischer Politikwissenschaftler
- Pallioppi, Zaccaria (1820–1873), Schweizer Jurist und Sprachforscher des Rätoromanischen
- Palliparampil, George (* 1954), indischer Ordensgeistlicher, Bischof von Miao
- Palliser, Charles (* 1947), US-amerikanischer Schriftsteller
- Palliser, Edith (1859–1927), britische Frauenrechtlerin und Autorin
- Palliser, Hugh (1722–1796), britischer Admiral
- Palliser, John (1817–1887), irischer Geograph, Entdecker und Jäger
- Palliser, Michael (1922–2012), britischer Diplomat und Regierungsbeamter
- Pallister, Brian (* 1954), kanadischer Politiker
- Pallister, Gary (* 1965), englischer Fußballspieler
- Pallister, Lani (* 2002), australische Schwimmerin
- Pallitsch, Lukas (* 1985), österreichischer Mittelstreckenläufer, Theologe und Germanist
- Pallitsch, Raphael (* 1989), österreichischer Mittelstreckenläufer

### Pallm
- Pallmann, Gerhard (1906–1957), deutscher Herausgeber und NS-Propagandist
- Pallmann, Hans (1903–1965), Schweizer Agrikulturchemiker und Bodenkundler
- Pallmann, Heinrich (1849–1922), deutscher Kunsthistoriker
- Pallmann, Karl (1881–1968), deutscher Politiker (WP), MdR
- Pallmann, Rudolf (1904–1979), deutscher Führer der Feldgendarmerieabteilung 683 und verurteilter Kriegsverbrecher
- Pällmann, Wilhelm (1934–2013), deutscher Jurist
- Pallme, Ignaz (1806–1877), österreichischer Handlungsreisender und Afrikaforscher

### Pallo
- Pallo, Jackie (1925–2006), britischer Wrestler
- Pallo, Jorge-Luis (* 1974), US-amerikanischer Schauspieler
- Pallois, Nicolas (* 1987), französischer Fußballspieler
- Palloks, Dietmar (* 1941), deutscher Industriedesigner und Hochschullehrer
- Pallone, Alfredo (* 1947), italienischer Politiker (Il Popolo della Libertà), MdEP
- Pallone, Frank (* 1951), US-amerikanischer Politiker
- Palloni, Michelangelo (1637–1712), italienisch-polnischer Barockmaler
- Pallop Pinmanee (* 1936), thailändischer General
- Pallos-Schönauer, Jutta (1925–2020), deutsch-rumänische Malerin und Grafikerin
- Pallot, Georges Boris (* 1964), französischer Kunsthistoriker
- Pallot, Nerina (* 1975), britische Sängerin, Texterin und KomponistinNerina Pallot (* 1975)

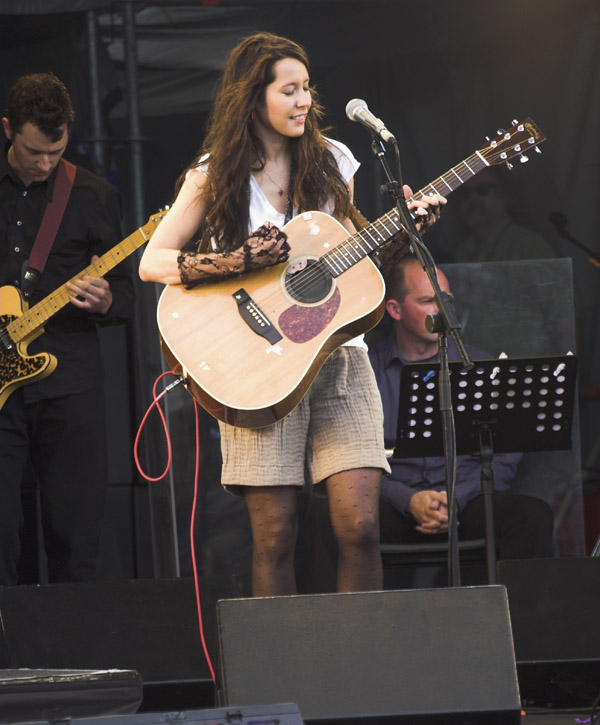
Nerina Pallot (* 1975)

- Pallotta, Gabriella (* 1938), italienische Schauspielerin
- Pallotta, Giovanni Battista Maria (1594–1668), italienischer römisch-katholischer Bischof, Kardinal und Diplomat
- Pallotta, Giovanni Evangelista (1548–1620), italienischer Geistlicher und Kardinal
- Pallotta, Guglielmo (1727–1795), italienischer Kardinal der Römischen Kirche
- Pallotta, Riccardo (* 1996), deutscher Schauspieler
- Pallotti, Luigi (1829–1890), italienischer Kardinal
- Pallotti, Vincenzo (1795–1850), katholischer Priester und Ordensgründer
- Pallottini, Riccardo (1908–1982), italienischer Kameramann
- Pallottino, Massimo (1909–1995), italienischer Archäologe
- Pállová, Michaela (* 1999), slowakische Volleyballspielerin

### Pallu
- Pallu, Georges (1869–1948), französischer Regisseur
- Pallua, Norbert (* 1952), italienischer Chirurg und Hochschullehrer
- Palluth, Antoni (1900–1944), polnischer Ingenieur und Kryptoanalytiker

### Pallw
- Pallweber, Josef, österreichischer Ingenieur
- Pallwein-Prettner, Leo (1937–2012), österreichischer Pädagoge und Politiker (ÖVP), Landtagsabgeordneter

### Pally
- Pally, Adam (* 1982), US-amerikanischer Schauspieler und KomikerAdam Pally (* 1982)

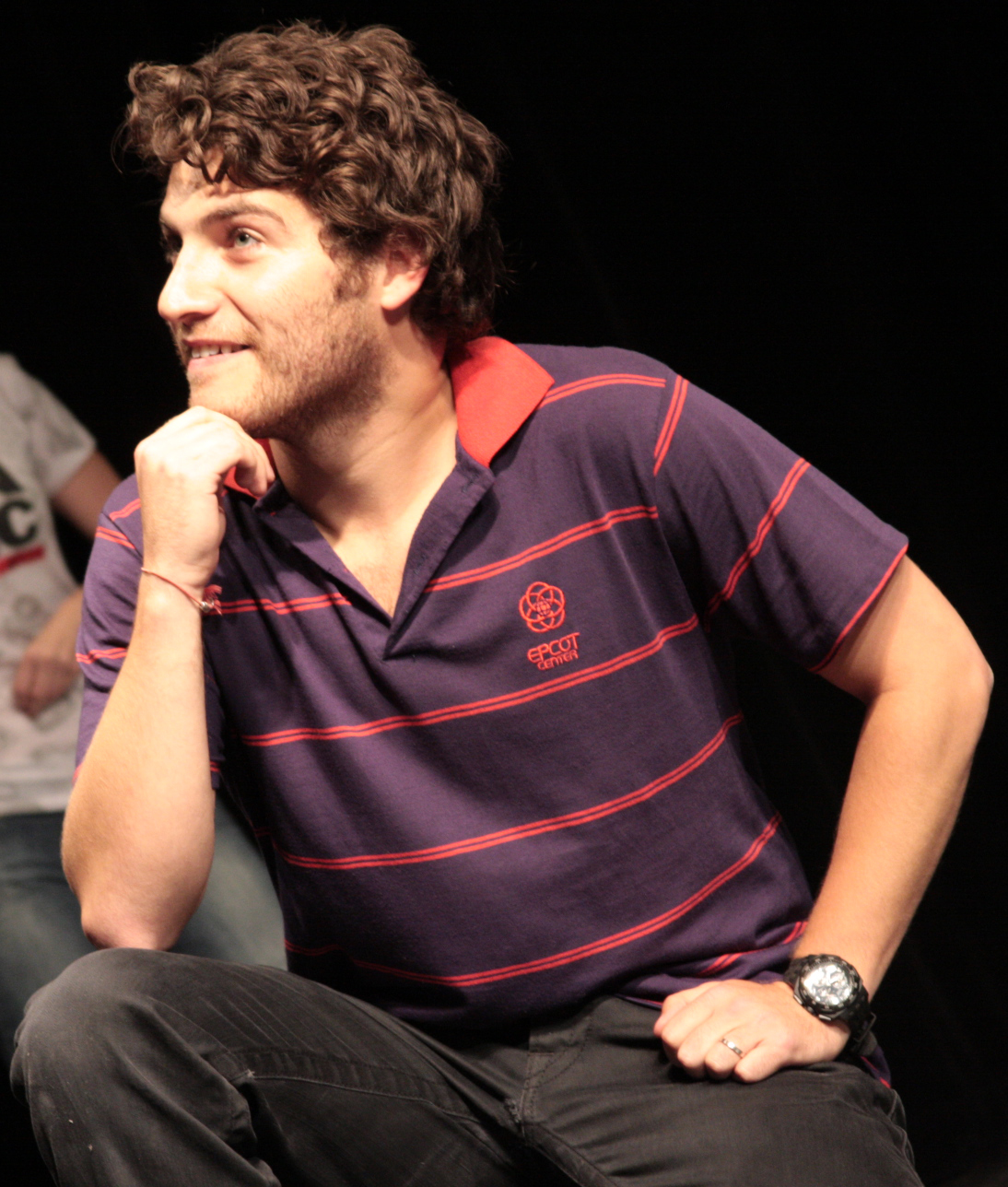
Adam Pally (* 1982)

- Pally, Marcia (* 1951), US-amerikanische Kulturwissenschaftlerin